# Centropyge acanthops
Centropyge acanthops es una especie de pez marino de la familia Pomacanthidae. Están distribuidos en la costa este de África.

## Características
Este pez es llamado pez ángel pigmeo africano (Centropyge acanthops), es omnívoro, tiene un cuerpo azul y la cabeza es de color amarillenta, igual que su lomo, alcanza una longitud máxima de 8 cm.
Su hábitat natural son los arrecifes.